# Tỉ lệ xích

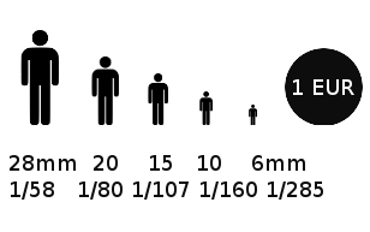
Minh hoạ tỉ lệ xích

Tỉ lệ xích T của một bản vẽ (hoặc một bản đồ) là tỉ số khoảng cách a giữa hai điểm trên bản vẽ
(trên bản đồ) và khoảng cách b giữa hai điểm tương ứng trên thực tế.
T=a/b (a.b có cùng đơn vị)
Ví dụ: Nếu khoảng cách a trên bản đồ là 1 cm, khoảng cách b trên thực tế là 1 km thì tỉ lệ xích T của bản đồ là 1/100000 vì 1 km = 100000 cm.
Bản đồ có tỉ lệ lớn thì càng chi tiết và tương ứng với số T nhỏ. Bản đồ tỉ lệ nhỏ kém chi tiết hơn và có số T lớn.
Ta thường thấy tỉ lệ xích của bản đồ ở phần ghi chú của các bản đồ.